# Scheepswerf en Machinefabriek De Biesbosch

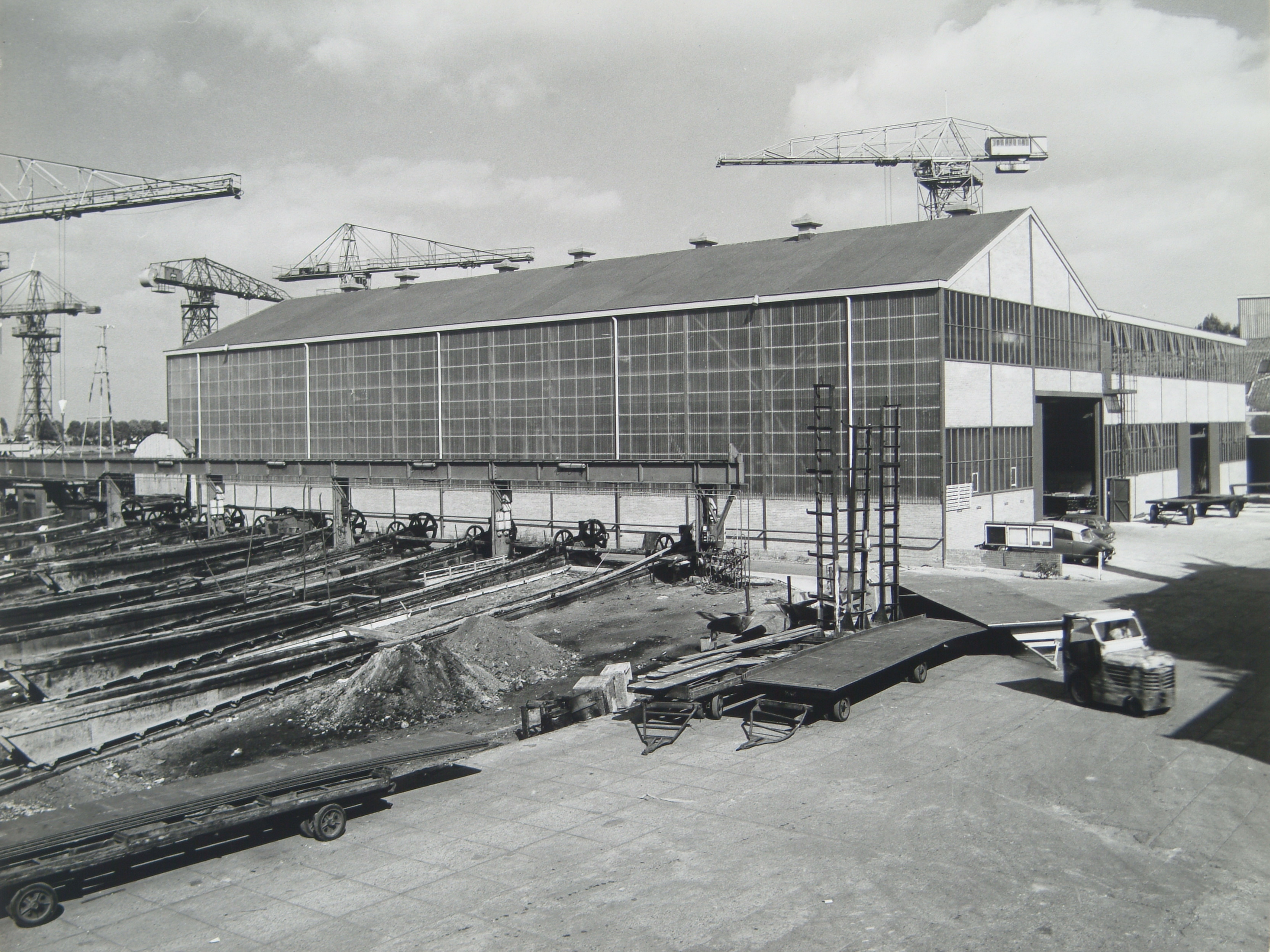
Scheepsbouwloods van Scheepswerf de Biesbosch

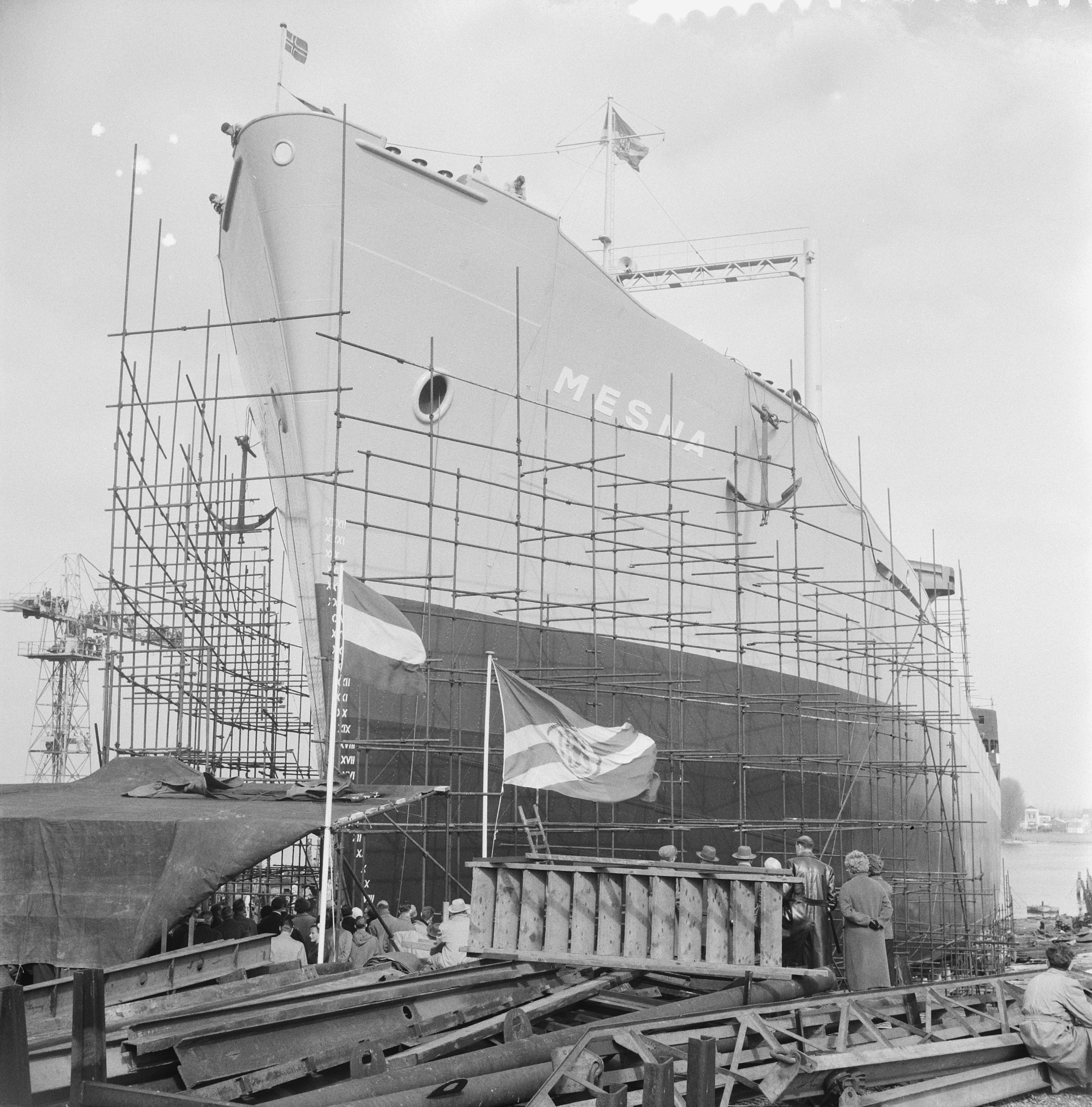
Tewaterlating tanker Mesna op 28 Maart 1958

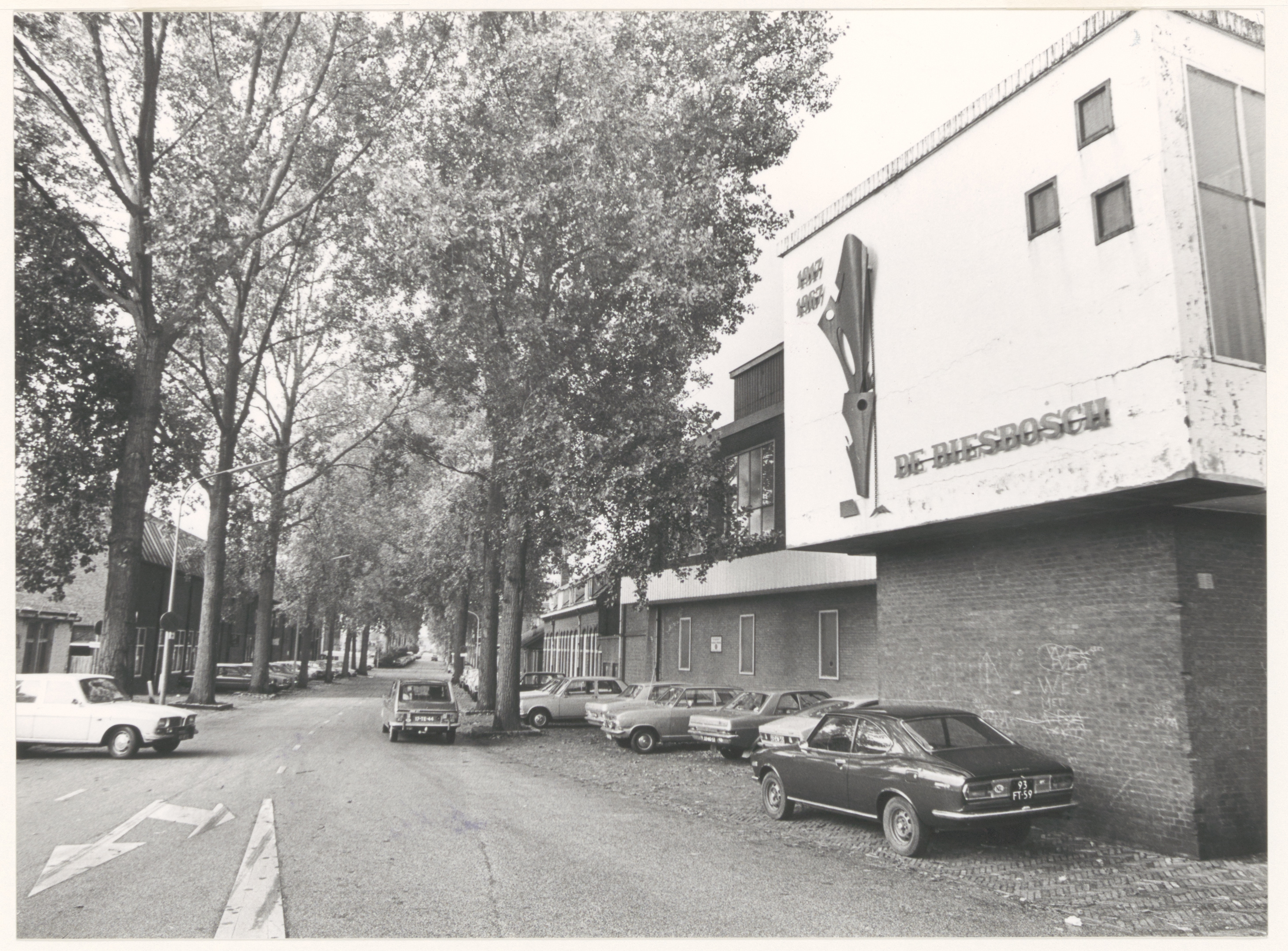
Kantoorgebouw Scheepswerf de Biesbosch

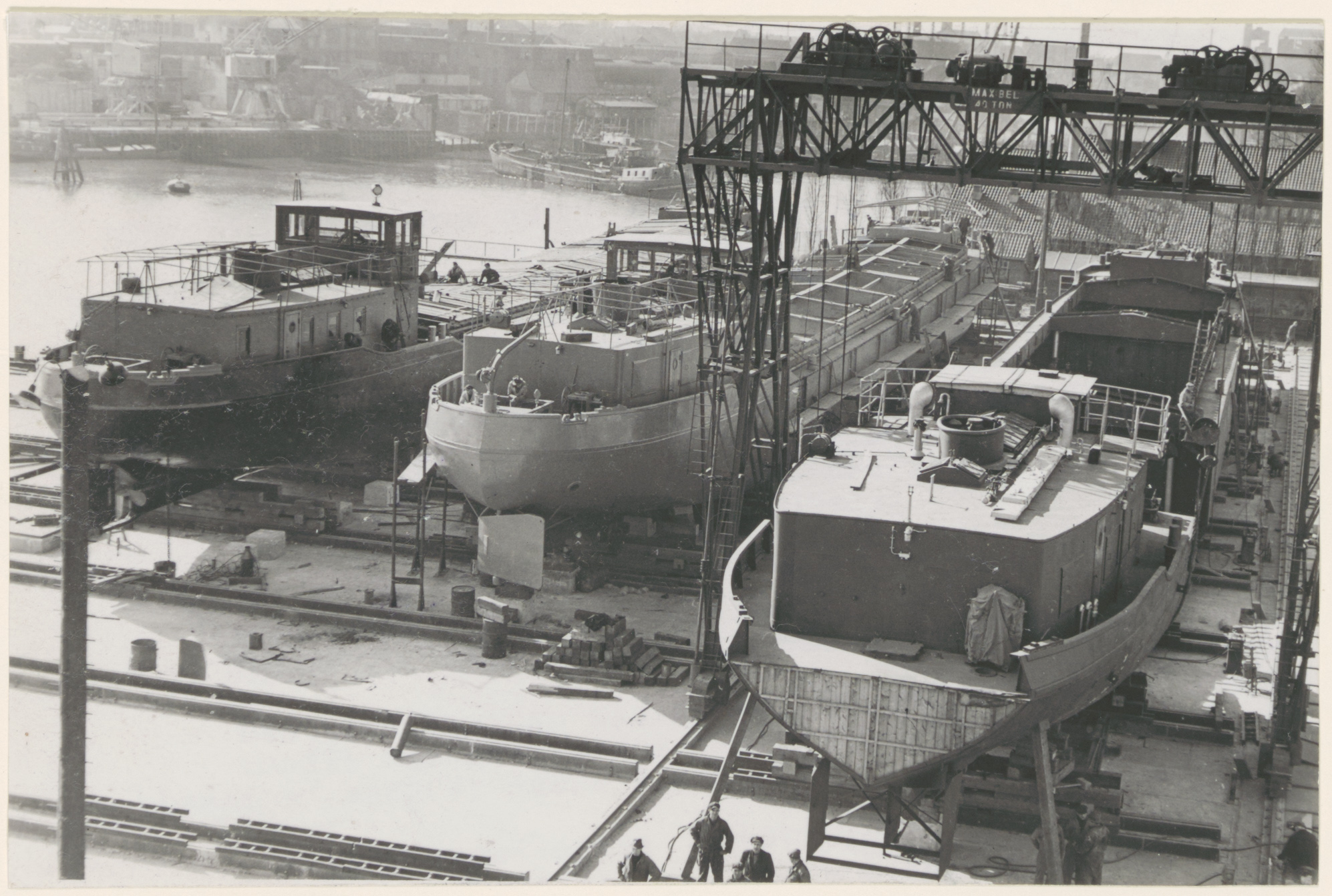
Amerikaanse helling van Scheepswerf de Biesbosch

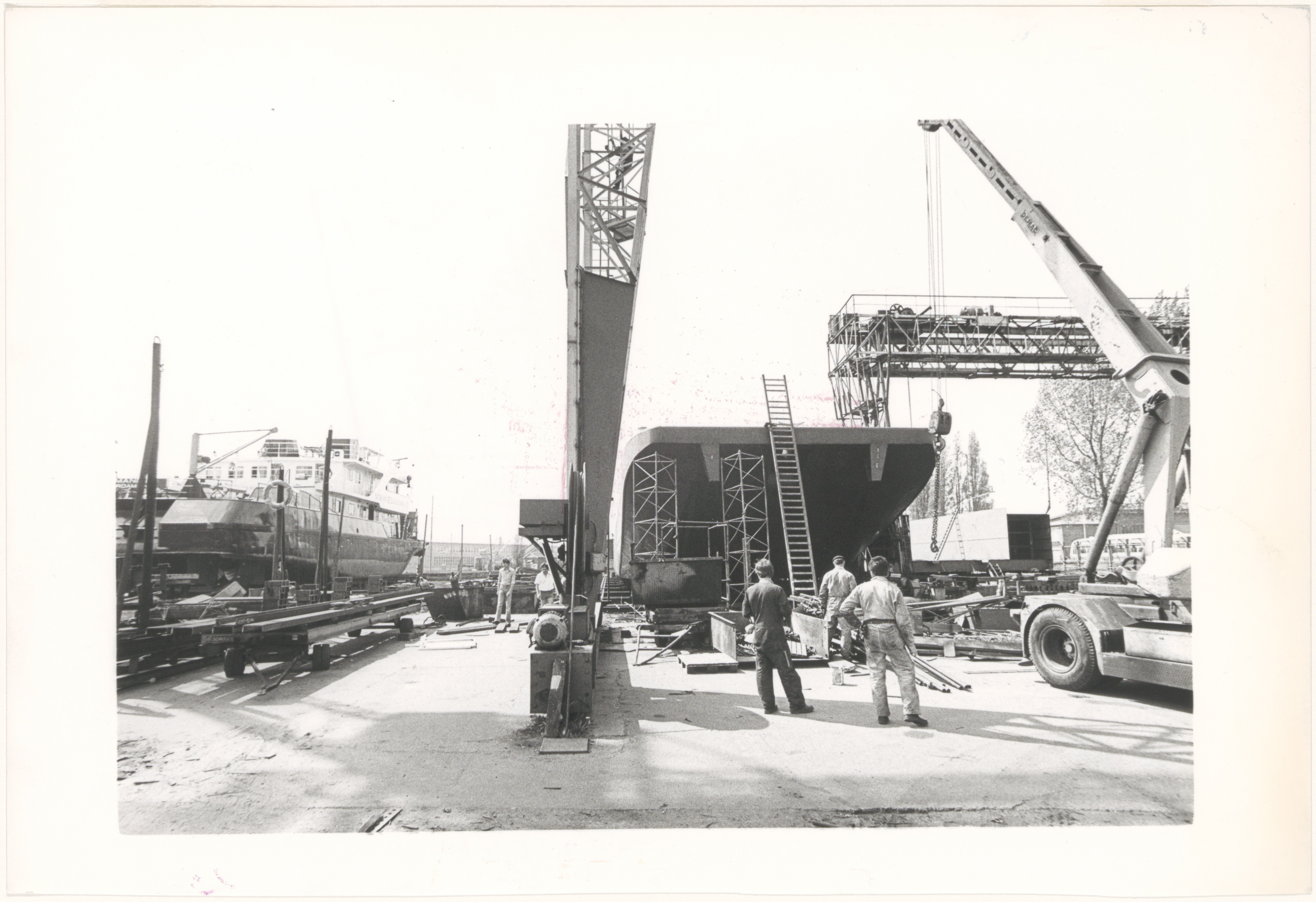
Scheepswerf de Biesbosch anno 1985

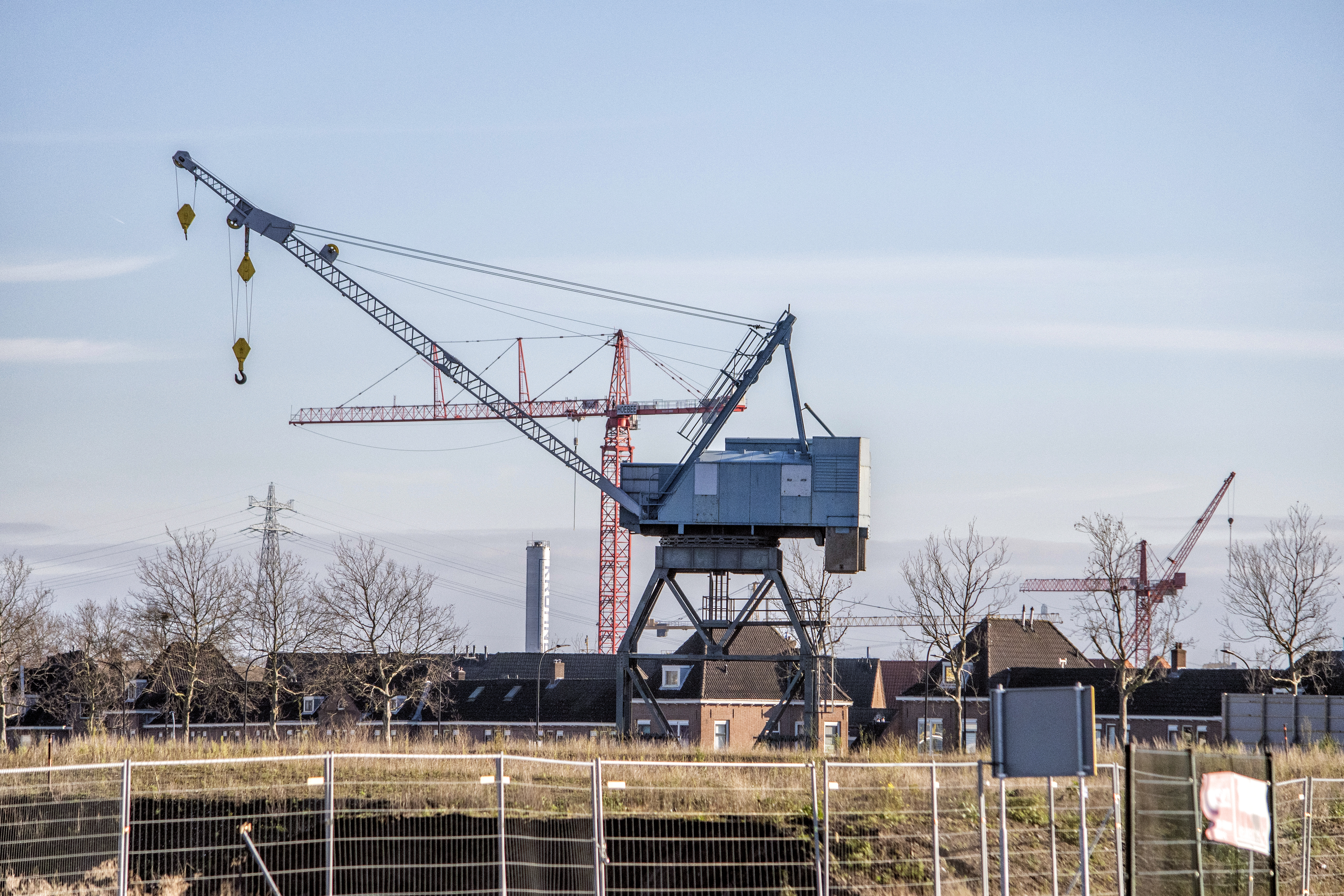
Dordrecht voormalige scheepswerf De Biesbosch (50824351687)

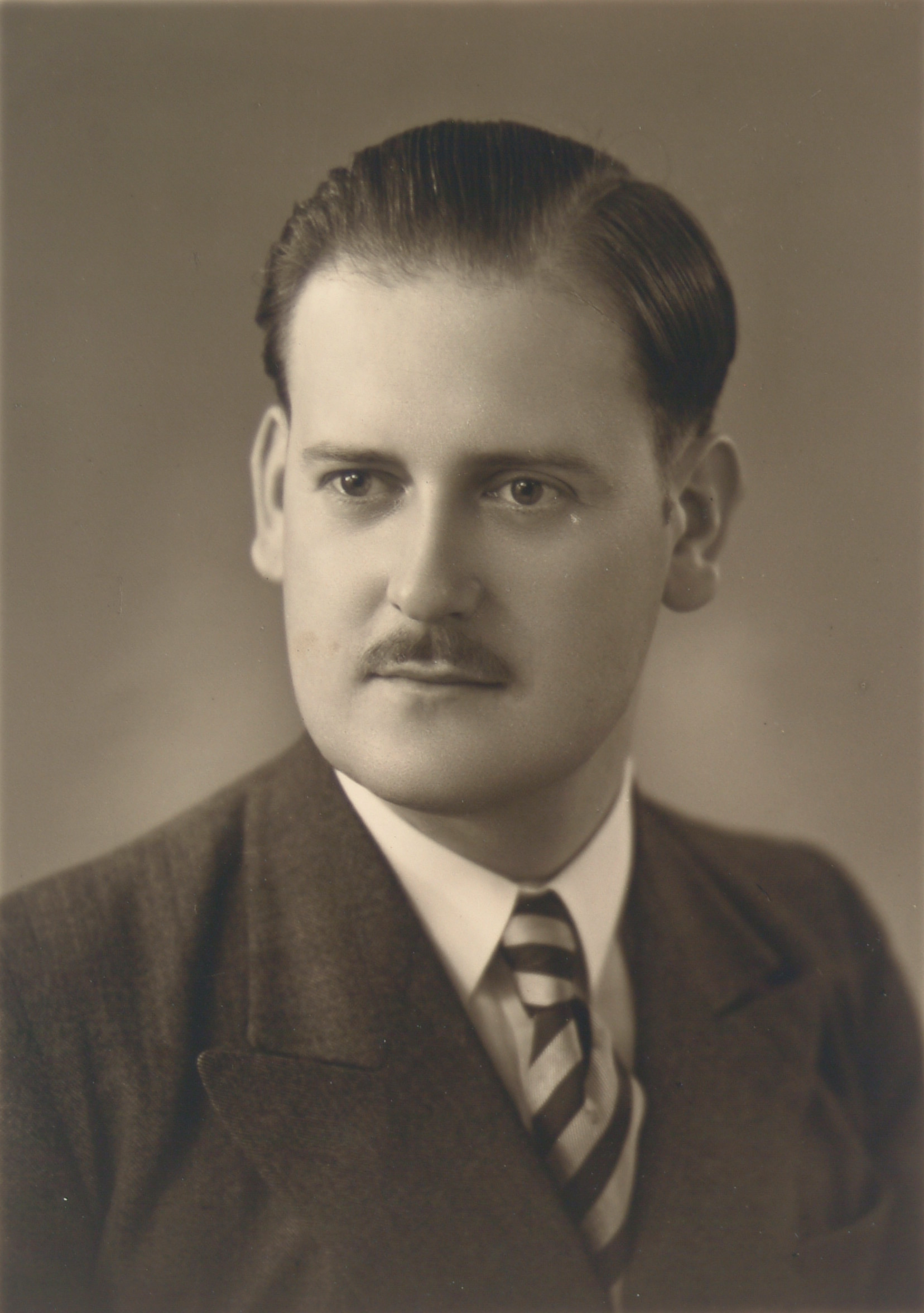
Adjunct-directeur Govert Veldhuyzen

Scheepswerf en Machinefabriek De Biesbosch was een in de Nederlandse stad Dordrecht gevestigde onderneming die bestaan heeft van 1917 tot 2000.

## Geschiedenis

### 1917 – 1940
Op 13 januari 1917 richtten D. Kooyman en J.J. Hulsman samen de nv Machinefabriek De Biesbosch op. Zij vestigden zich in Dordrecht , op een terrein in erfpacht van de gemeente aan de Merwedestraat, dat gelegen was in de Staart, een landtong in het noordoosten van de stad, tussen de Wantij en de Merwede. Het bedrijf was naast een machinefabriek ook een ketelmakerij. De Biesbosch was gespecialiseerd in stoomtechniek en vervaardigde naast grote stoomscheepsinstallaties (zowel machines als ketels) ook stoomstuurmachines en -lieren. Toenemende vraag naar de machines zorgde voor een groei van het personeelsbestand. Begonnen met twintig arbeidskrachten had de fabriek in 1921  60 mensen in dienst.
Na het inzakken van de inhaalvraag na afloop van de Eerste Wereldoorlog kwam het bedrijf in de problemen. Een financiële impuls van buiten was noodzakelijk. In 1924 kwam een groot deel van de aandelen in Franse handen en uiteindelijk werd het bedrijf geheel eigendom van de Franse staatsrederij CFNR. Deze in Straatsburg gevestigde rederij kreeg daarmee een steunpunt en reparatiepunt voor haar Rijnvloot. De twee oprichters traden in 1926 uit de onderneming. De bedrijfsleiding kwam in handen van adjunct-directeur A. Kruijt. De overname door de Franse rederij zorgde voor extra orders voor schepen, stoomapparatuur zoals centrifugaalpompen en -lieren maar ook voor veel scheepsreparatiewerk.
In 1927 volgde een fusie met de naastgelegen NV scheepswerf Dordrecht, in 1901 opgericht door J.J.W. Bijvoet, waardoor naast reparatiewerk ook nieuwbouw van schepen mogelijk werd. De nieuwe naam werd in februari 1929 NV Scheepswerf en Machinefabriek de Biesbosch. Het bedrijf legde zich toe op het ontwerpen en bouwen van lichters en sleepboten voor de Rijnvaart, maar ook voor binnenvaart en duwvaart. De algehele leiding kwam bij ML Veldhuyzen. In de jaren dertig vonden een aantal uitbreidingen en een herstructurering van gebouwen, terrein en installaties plaats. Net voor het uitbreken van de Tweede Wereldoorlog telde het bedrijf ca 470 werknemers.

### Tweede Wereldoorlog
In 1942 werd de bedrijfsleiding door de Duitsers overgenomen en zij stelden een zogenaamde Verwalter aan als bedrijfsleider van het bedrijf.
In 1945 werden in eerste instantie de meest bruikbare en vitale onderdelen naar Duitsland getransporteerd ter ondersteuning van de Duitse Wehrmacht maar men bedacht zich. Kort daarna werd besloten om de scheepswerf weer terug in werking te zetten ten behoeve van de productie voor kleine boten voor de in Nederland gestationeerde Wehrmachtdivisies.

### 1945 – 1967
Na de oorlog profiteerde het bedrijf van de groei van de scheepsbouw en het scheepvaartverkeer. Via het Marshallplan startte men in 1946 naar Amerikaans voorbeeld een type scheepswerf, met een zogenaamde dwarshelling (Amerikaanse helling genoemd), geschikt voor snelle seriebouw van schepen. De werf zette hier de per boot vanuit de VS en Canada aangeleverde scheepsdelen in elkaar. Stond normaal twee maanden voor de assemblage van een motorvrachtschip, met deze bouwwijze kon men elke veertien dagen een schip afleveren.
Een belangrijke nieuwe klant werd de Dordtse rederij Gebr. Broere waarvoor zee- en tankschepen werden gebouwd..
De personeelsbezetting was in 1947 gestegen naar 800 werknemers. De directie werd gevoerd door de familie Veldhuyzen. In 1957 kreeg zoon Govert Veldhuyzen, scheepsbouwkundig ingenieur, en sinds 1945 werkzaam bij het bedrijf als onderdirecteur, de leiding over het bedrijf.

### 1968 – 1979
Bij de samenwerking in 1968 met nv Scheepswerf en Machinefabriek v/h HJ Koopman, eveneens in Dordrecht, telde de onderneming circa 625 arbeidskrachten. Maar in de jaren zeventig ontkwam het bedrijf niet aan de algehele malaise in de Nederlandse scheepsbouw. Ingevolge een dwingend advies van de in 1978 door minister Van Aardenne ingestelde zg Beleidscommissie Scheepsbouw (bestaande uit overheid, vakbonden en ondernemers) viel het besluit tot stoppen van de bouw van zeeschepen en het samengaan met de scheepswerf De Merwede in Hardinxveld-Giessendam.

Dit had grote gevolgen voor de Biesbosch waar voor de ca 60 mensen actief met ontwerp, ontwikkeling en bouw van zeeschepen de werkzaamheden wegvielen zonder dat bedrijf dezen mocht ontslaan. Dit leidde tot financiële problemen, ondanks de eenmalige financiële steun van de overheid ter waarde van 1,75 miljoen gulden. De Franse grootaandeelhouder besloot tegen de zin van de directie in Nederland om surseance aan te vragen voor het bedrijf dat op dat moment nog 465 werknemers telde. Directeur Veldhuyzen werd op non actief gezet.

Om het bedrijf verder enige ademruimte te geven en vanwege de redelijk gevulde orderportefeuille stelde het Ministerie van Economische Zaken een extra steuntoezegging van 6 miljoen voor. Door traagheid met betrekking tot uitbetaling en zekerheid van ontvangst hiervan verloor de scheepswerf in die fase een grote order van 5 miljoen gulden omdat de klant geen zekerheid geboden kon worden. Ook een andere grote order van 2,5 miljoen kwam onder druk te staan.
Bijna een maand later volgde alsnog de definitieve toezegging voor de staatssteun van 6,5 miljoen gulden waarbij ook het bedrijf zelf (vanuit Frankrijk) 3 miljoen moest bijpassen.

### 1979 – sluiting
Na een faillissementsaanvrage in augustus 1979 volgde een doorstart onder leiding van de Nederlandse overheid samen met de bestaande Franse aandeelhouders. Er werd een nieuwe BV onder de oude naam opgericht, Machinefabriek en Scheepswerf De Biesbosch-Dordrecht. In hetzelfde jaar nam de nieuwe BV het bedrijf Aviobridge over van Fokker Technologies. Dat leidde in eerste instantie tot toename van de werkgelegenheid: van 323 in 1979 tot 335 in 1980. 
Uiteindelijk werd in 1987 een nieuwe houdstermaatschappij opgericht, Kil Holding, waarin de scheepswerf De Biesbosch, Aviobridge en Scheepswerf Koopman werden ondergebracht. In 1988 nam scheepswerfdirecteur R.J. Verdam de Franse aandelen in de holding over en verwierf daarmee de hele holding die hij vervolgens onderbracht in Verdam Beheer bv. 

In 1989 kwam de scheepswerf in het nieuws vanwege de order voor een superjacht bestemd voor Donald Trump. 
In 2000 volgde het faillissement wat einde werkgelegenheid van een kleine 200 medewerkers betekende.

## Nieuwbouwwijk
Kort na de sluiting van de scheepswerf werden al de eerste plannen ontwikkeld om woningen te bouwen op en rond het bedrijfsterrein. 
Door allerlei complicaties werd pas in 2009 gestart met de realisering van de nieuwbouwwijk die de naam kreeg de Stadswerven. Overgebleven restanten zijn de langshellingbaan en De Biesboschhal die tot gemeentelijk monument is verklaard.
In 2017 werd naast de Biesboschhal een monument ter nagedachtenis van de scheepswerf onthuld door de toenmalige burgemeester Kolff.